# Iniha
Iniha, auch Ini-ha, war ein altägyptischer hoher Beamter unter König (Pharao) Peribsen in der 2. Dynastie. Er trug sowohl den Titel des „Königlichen Vertrauten“ als auch den Titel des „Königlichen Sieglers“.

## Belege
Name und Titulaturen erscheinen auf Tonsiegeln im Grab des Peribsen in Abydos. Der Ort seiner Bestattung ist unbekannt.